# Forziere di Ester e Assuero
Il Forziere di Ester e Assuero è un insieme di tre pannelli a tempera su tavola (45x60 cm quello frontale, 45x63 quelli laterali) di Jacopo del Sellaio, databile al 1490 circa e conservato nella Galleria degli Uffizi a Firenze.

## Storia e descrizione
Il forziere venne probabilmente realizzato per un matrimonio, viste le allusioni al tema della fedeltà. Si trattava di una produzione specializzata nella Firenze dell'epoca, che univa carpenteria, pittura, stucco e scultura, in cui la bottega di Jacopo del Sellaio era specializzata. Le tre scene, tratte dal Libro di Ester, mostrano influenze dell'arte di Domenico Ghirlandaio, nella ricchezza delle scenografie architettoniche in prospettiva, e di Bartolomeo di Giovanni, altro pittore di cassoni e forzieri.
Le scene mostrano:
- Morte della regina Vasti
- Banchetto di Assuero
- Trionfo di Mardocheo

Assuero, re di Persia, ripudiò la regina Vasti per la sua disobbedienza. Sceglie come nuova moglie Ester, un'esule ebrea nipote di Mardocheo. L'avversione a corte per gli ebrei fa infine approvare un decreto per lo sterminio di essi in tutto il regno, ma l'influenza di Ester e di Mardocheo ne permette l'abrogazione. In generale, la scelta delle scene legate alla vicenda di Vasti, erano un monito verso la sposa all'obbedienza al marito.
Vivace è la narrazione e molto curata è la decorazione, in modo da gratificare i committenti.

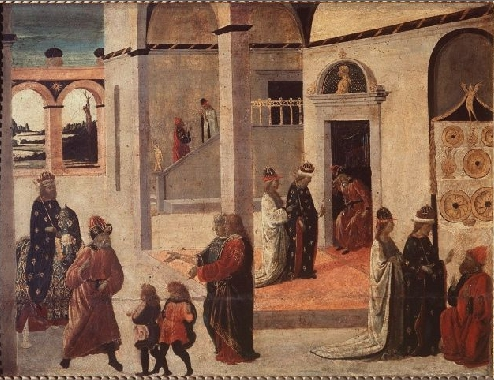
Trionfo di Mardocheo
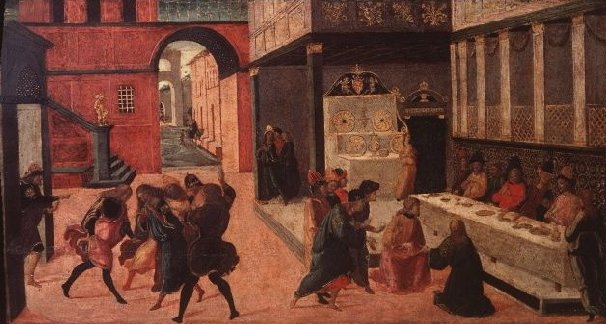
Morte della regina Vasti